# Lluc Torcal Sirera
Lluc Torcal Sirera (San Cugat del Vallés, 5 de octubre de 1971) es prior del Monasterio de Poblet y procurador general de la Orden Cisterciense.
Nació en Sant Cugat del Vallès el 1971. En agosto de 1995 entró al Monasterio de Poblet, donde el 26 de enero de 1996 recibió el hábito de novicio. Un año más tarde hizo su profesión simple y el día 11 de julio del año jubilar 2000, la profesión solemne ante el Abad, Josep Alegre y Vilas. Fue ordenado diácono el 8 de enero de 2006 por el arzobispo de Tarragona, Jaume Pujol Balcells y el 3 de junio de 2007 lo ordenó presbítero. Es licenciado en Ciencias Físicas por la Universidad Autónoma de Barcelona (1994), Doctor en Filosofía por la Pontificia Universidad Gregoriana de Roma (2013) y bachiller en Teología por la Pontificia Universidad de Santo Tomàs de Aquino "Angelicum" (2004).
Es director académico de los Cursos de Formación Monástica del Colegio Sant Bernat a Roma y es el jefe de estudios del Escolasticado del Monasterio de Santa María de Poblet. Miembro del proyecto STOQ (Science, Theology and The Ontological Quest), trabaja en la interpretación filosófica de la Mecánica cuántica. Es colaborador de las revistas Poblet (donde dirige la sección Las ciencias y la fe cristiana), Liturgia y Espiritualidad, y Cuestiones de Vida Cristiana y ha publicado algunos artículos de carácter científico en los volúmenes de la serie STOQ. Es presidente del PNIN (Paraje Natural de Interés Nacional de Poblet). 
En 2015 ha sido elegido por el Capítulo General de la Orden Cisterciense nuevo procurador de la Orden. El procurador de la Orden es quien tramita y gestiona ante la Santa Sede los asuntos de cada una de las Congregaciones de la Orden y trabaja estrechamente unido con el abad general en el gobierno de la Orden Cisterciense.

## Obras destacadas

### Artículos
- N'hi ha prou que funcioni? Una mirada a la mecànica quàntica  (2014)[4]
- La vida monástica benedictina: una opción de vida constructiva.[4]
- Els festivals de música de Poblet[4]
- Gestionar o contemplar? La relació del monjo amb la naturalesa[4]
- Qüestions de mecànica quàntica (IV): Una visió del món en desenvolupament[4]
- ¿Qué buscáis?: lectura de Jn 1, 35-42[4]
- "La piedra que desecharon los constructores, ésa vino a ser la piedra angular". Lectura de Mt 21, 33-43[4]